# الدوري الإسباني الدرجة الثانية 1935–36
دوري الدرجة الثانية الإسباني 1935–36 (بالإسبانية: Segunda División de España 1935-36)‏ هو موسم من دوري الدرجة الثانية الإسباني. فاز فيه سلتا فيغو.